# Schweizergarten

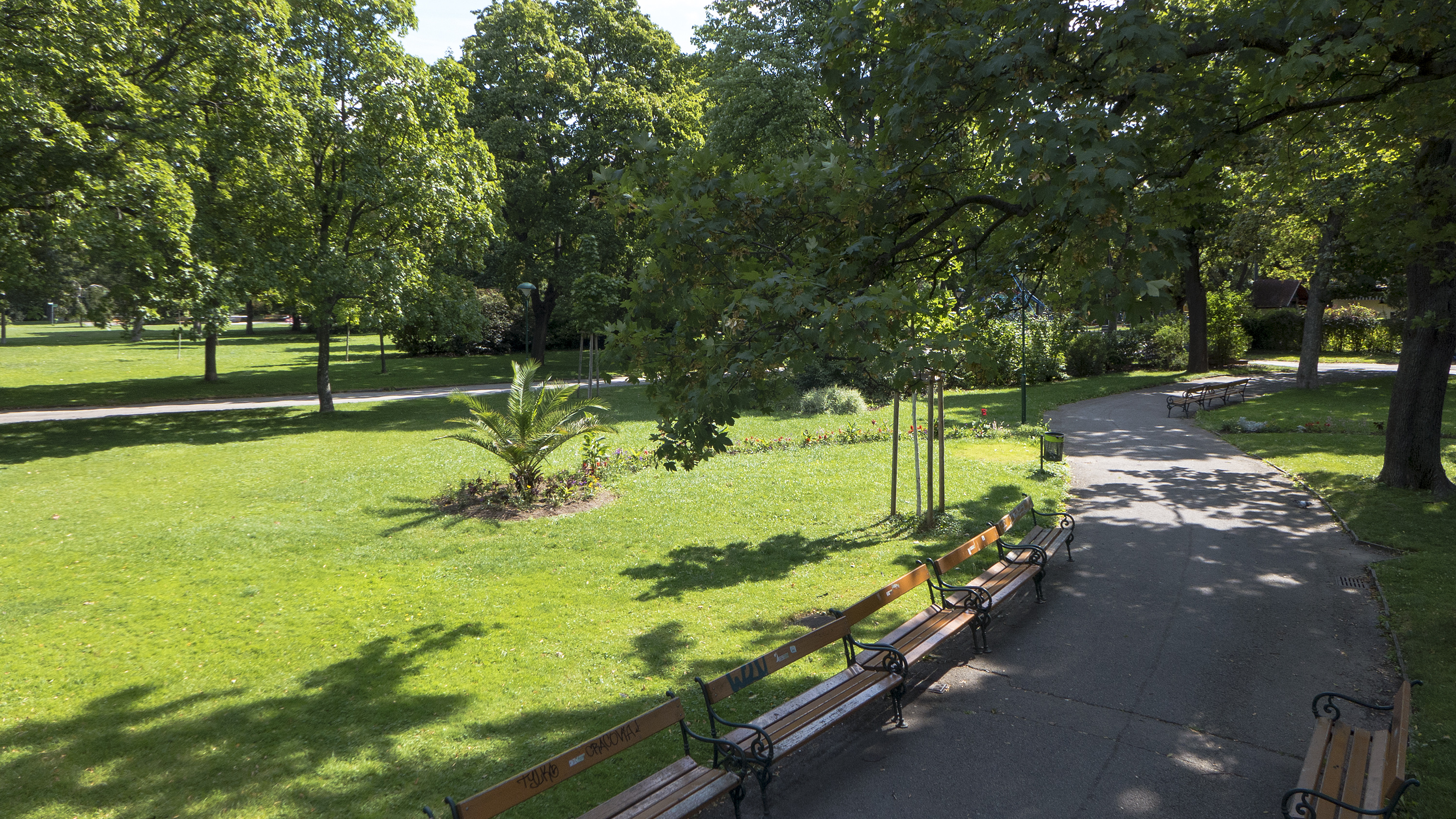
Im Schweizergarten

Der Schweizergarten ist eine Parkanlage im 3. Wiener Gemeindebezirk, Landstraße, zwischen dem Park des Belvederes bzw. dem Landstraßer Gürtel im Norden, dem Quartier Belvedere (dem Areal des früheren Südbahnhofs) bzw. der Arsenalstraße im Westen und dem Arsenal bzw. der Ghegastraße im Südosten.

## Geschichte

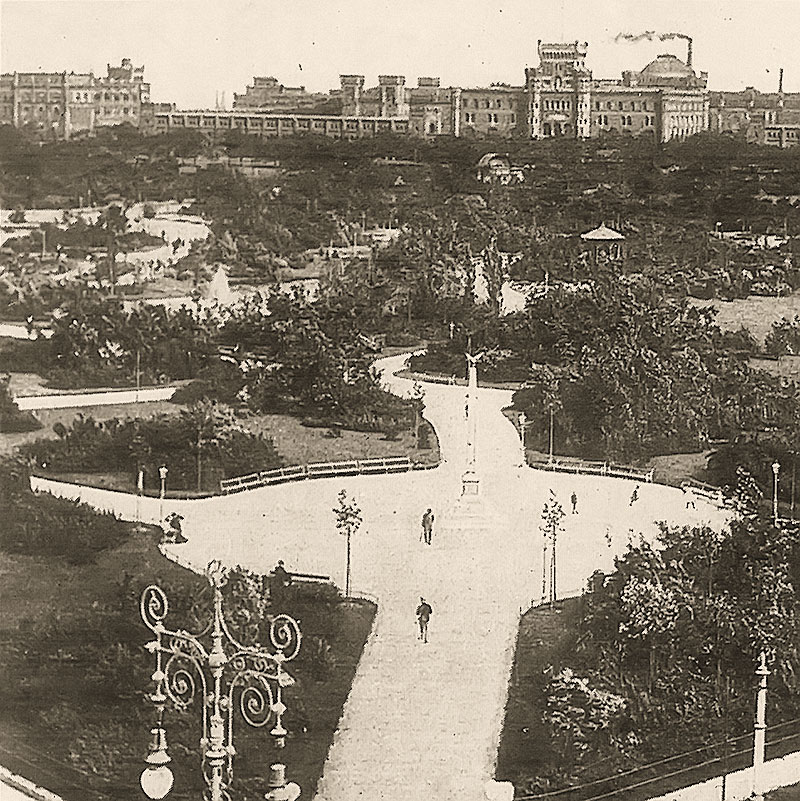
Maria-Josefa-Park, heute Schweizergarten, um 1910, im Hintergrund das Arsenal

Das Militär wollte aus strategischen Gründen, dass die Fläche vor dem Arsenal von Verbauung freigehalten wird, obwohl der Linienwall als ehemalige Verteidigungslinie der Stadt – er befand sich hier etwa im Bereich der heutigen Gürtelstraße – ab 1894 abgetragen worden war. Daher wurde hier 1905/1906 ein städtischer Park angelegt. Ursprünglich wurde der Park nach Erzherzogin Maria Josefa, Ehefrau von Erzherzog Otto, Maria-Josefa-Park benannt. Als der Park von Bürgermeister Karl Lueger am 5. Juni 1906 ohne die Namensgeberin eröffnet wurde, war die Gürtelstraße in diesem Abschnitt noch nicht voll ausgebaut. Nachdem Maria Josefas Sohn Erzherzog Karl Franz Joseph 1916 Österreichs letzter Kaiser wurde, war der Park kurze Zeit nach der Mutter des Kaisers benannt.
Nach dem Ende des Ersten Weltkrieges wurde der Park, der im Stil eines englischen Landschaftsgartens gestaltet war, 1920 aus Dankbarkeit für die großzügige Hilfe, die die Schweiz der Not leidenden Wiener Bevölkerung nach Kriegsende geleistet hatte, vom „Roten Wien“ umbenannt. Bereits damals war der Park durch den Alpenpflanzengarten und Felsen mit Wasserfontänen geprägt. Die Parkfläche befand sich wie das Arsenal im 10. Wiener Gemeindebezirk und gelangte erst 1938, in der NS-Zeit, zum 3. Bezirk.

## Der Park heute

### Beschreibung und Nutzung
Seit 1859 wird das Areal von der damals eröffneten Verbindungsbahn zwischen Süd- und Nordbahn durchquert. Die Streckenführung der Bahn im Park wurde Ende der 1950er Jahre für die 1962 in Betrieb genommene Stammstrecke der Schnellbahn verändert: Etwa hundert Jahre lang verlief die Strecke parallel zur Ghegastraße im Einschnitt und unterquerte dann die Ostbahngleise in Richtung Haltestelle Favoriten und Steudeltunnel; nunmehr zweigte im westlichen Parkteil ein neuer Tunnel zur Haltestelle Südbahnhof (S-Bahn) ab, die sich Ecke Landstraßer Gürtel / Arsenalstraße befindet und seit 2012 als Haltestelle Wien Quartier Belvedere geführt wird. In der Folge wurde der nicht mehr benötigte Teil des Einschnitts zugeschüttet. In Hinblick auf den Abriss des Südbahnhofs 2010 erhielt die Station 2009 neue Abgänge vom Schweizergarten aus.
Das Areal wird seit 1958 von der Schweizer-Garten-Straße und, von ihr abzweigend, der direkt auf das Haupttor des Arsenals zielenden Heeresmuseumstraße durchquert. Nach der Weltausstellung 1958 in Brüssel wurde der österreichische Pavillon von Karl Schwanzer hierher übersiedelt und als Museum des 20. Jahrhunderts (20er Haus) betrieben. Am 15. November 2011 wurde das Gebäude nach Um- und Ausbau als Dependance der Österreichischen Galerie Belvedere wiedereröffnet und trägt nun in Hinblick auf die Kunstbetrachtung aus heutiger Sicht den inoffiziellen Namen 21er Haus, offiziell Belvedere 21. Es zeigt nun österreichische Kunst des 20. und 21. Jahrhunderts im internationalen Kontext.

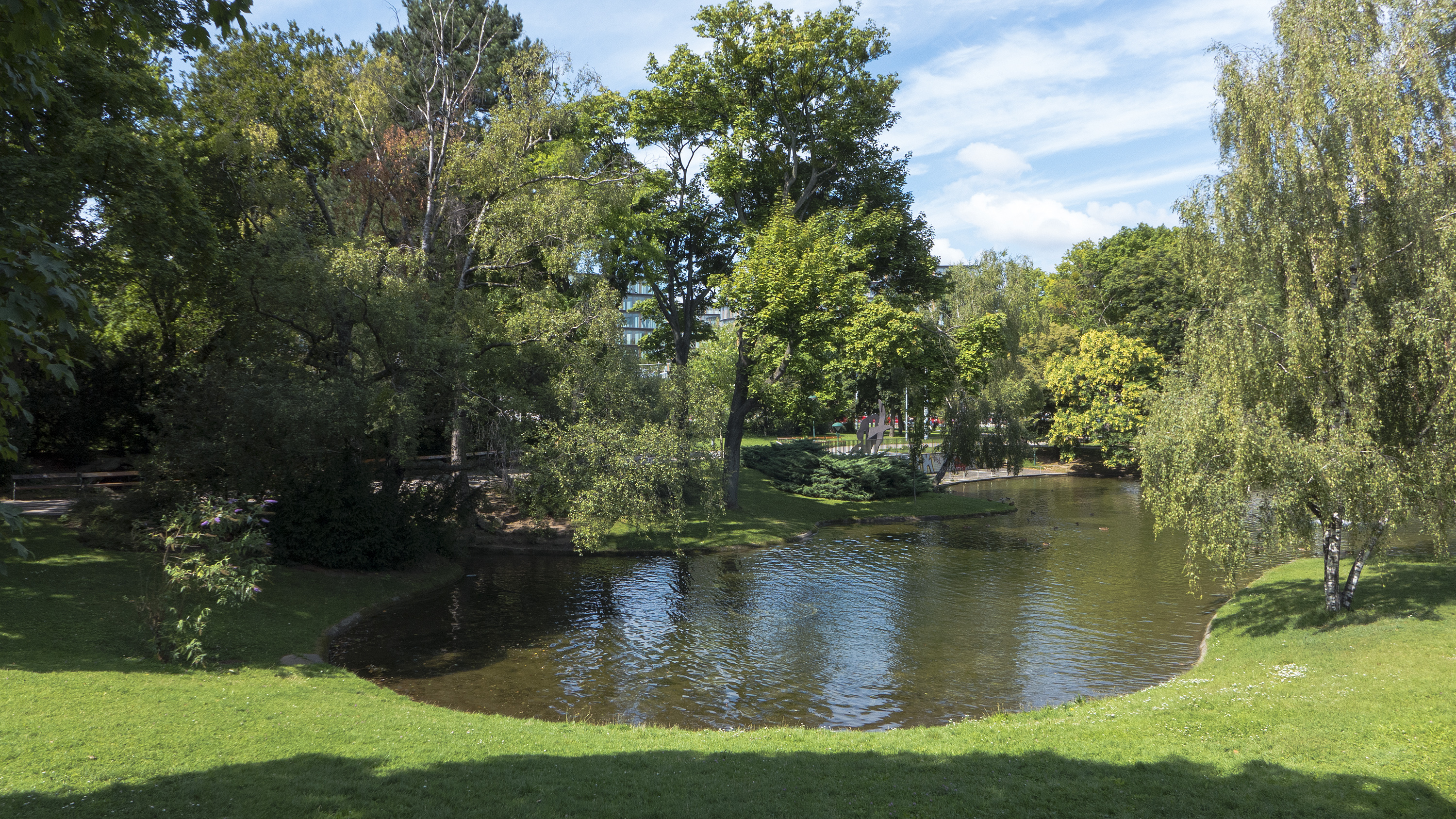
Einer der Teiche im Schweizergarten
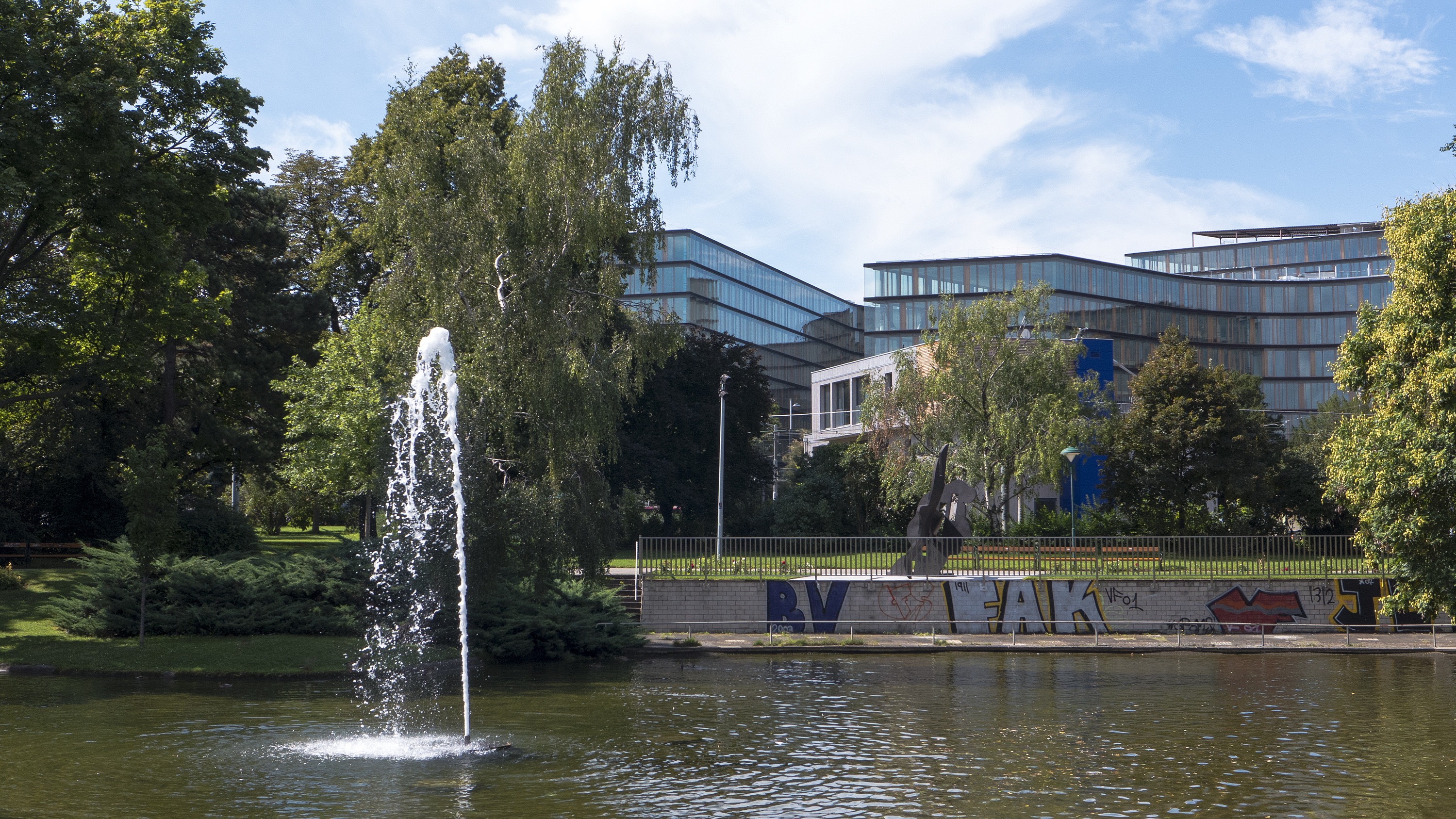
Fontäne, im Hintergrund das Quartier Belvedere
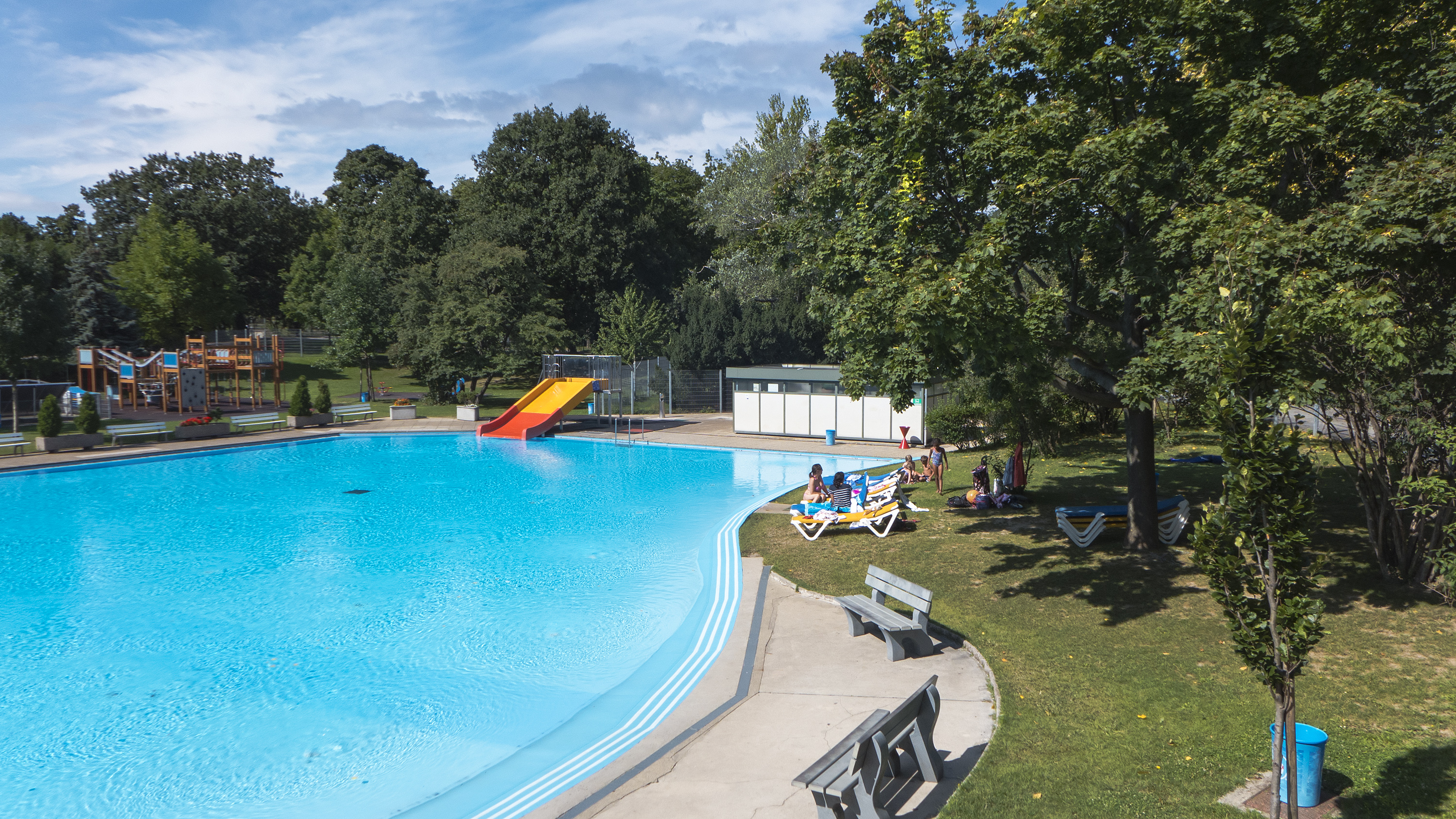
Kinderfreibad
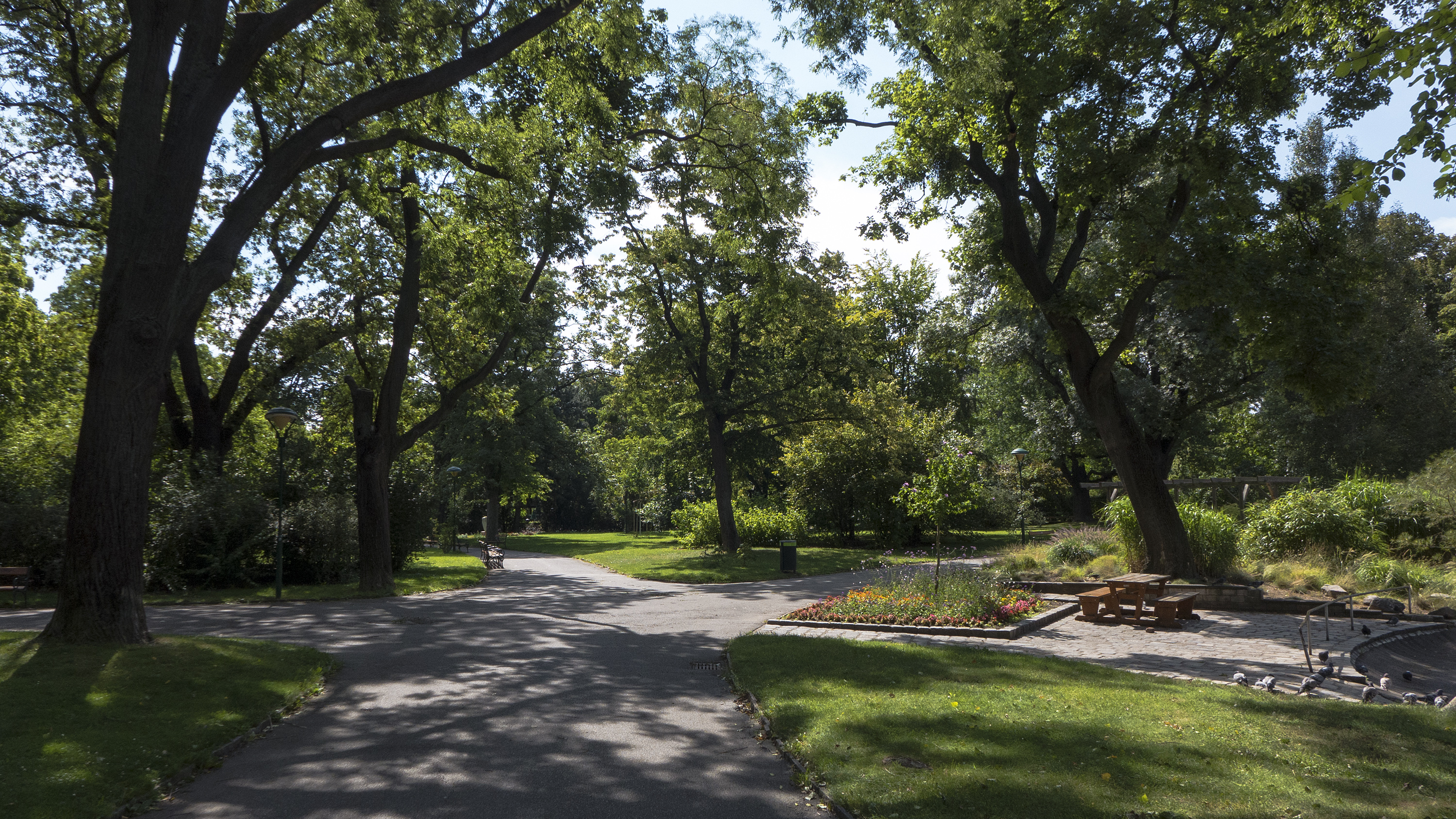
Im Schweizergarten

### Skulpturen
Das Staatsgründungsdenkmal, gestaltet vom Bildhauer Heinrich Deutsch und dem Architekten Berthold Gabriel, erinnert an die Gründung der Zweiten Republik im Jahr 1945. Das 2015 restaurierte Denkmal zu Ehren von Rudolf Steiner bildet mit der es direkt umgebenden Bepflanzung eine thematische Einheit. Im Park befinden sich einige weitere Skulpturen, vor allem rund um das 21er-Haus.
Siehe auch: Liste der Kunstwerke im öffentlichen Raum in Wien/Landstraße

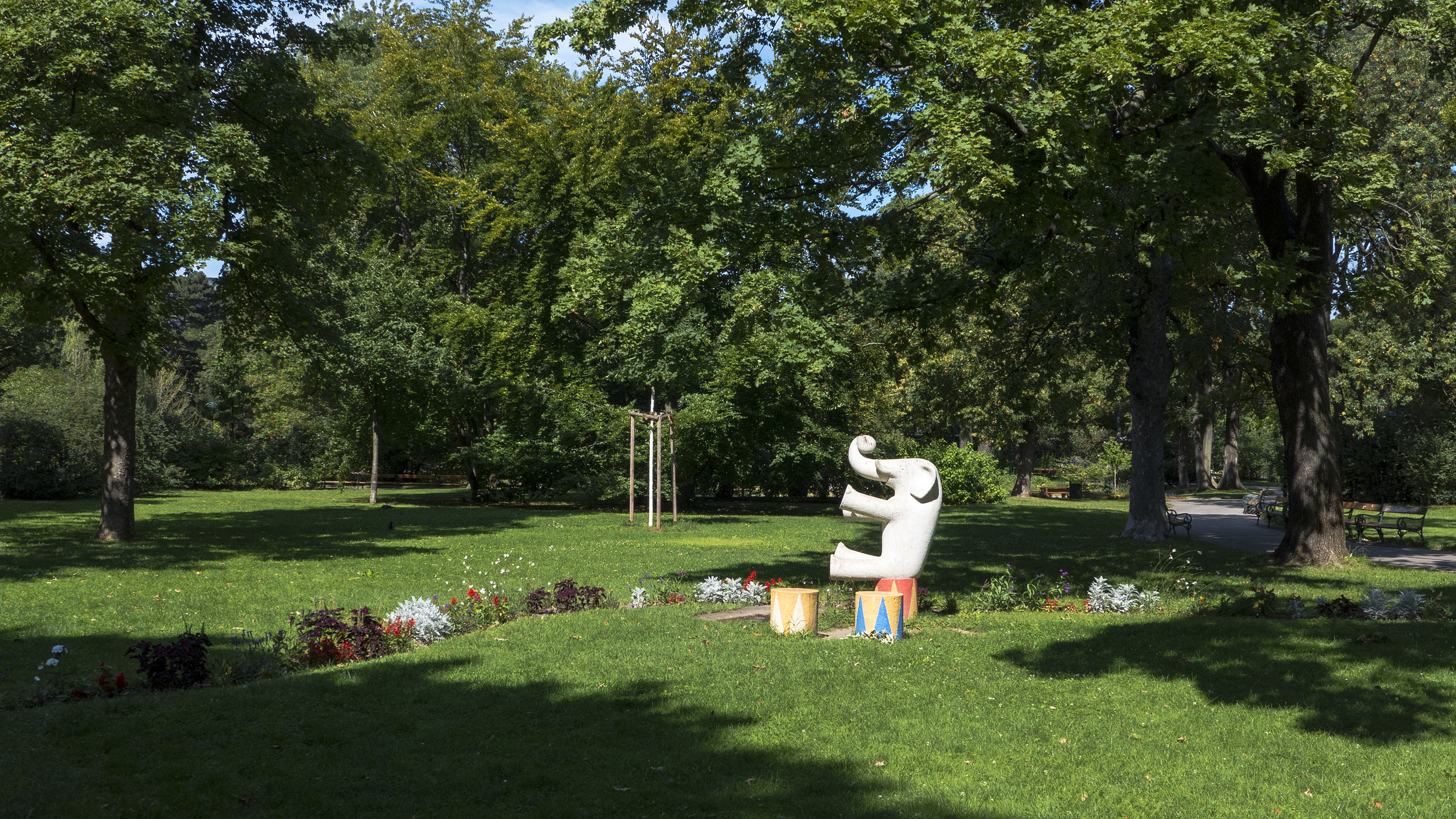
Elefanten-Skulptur
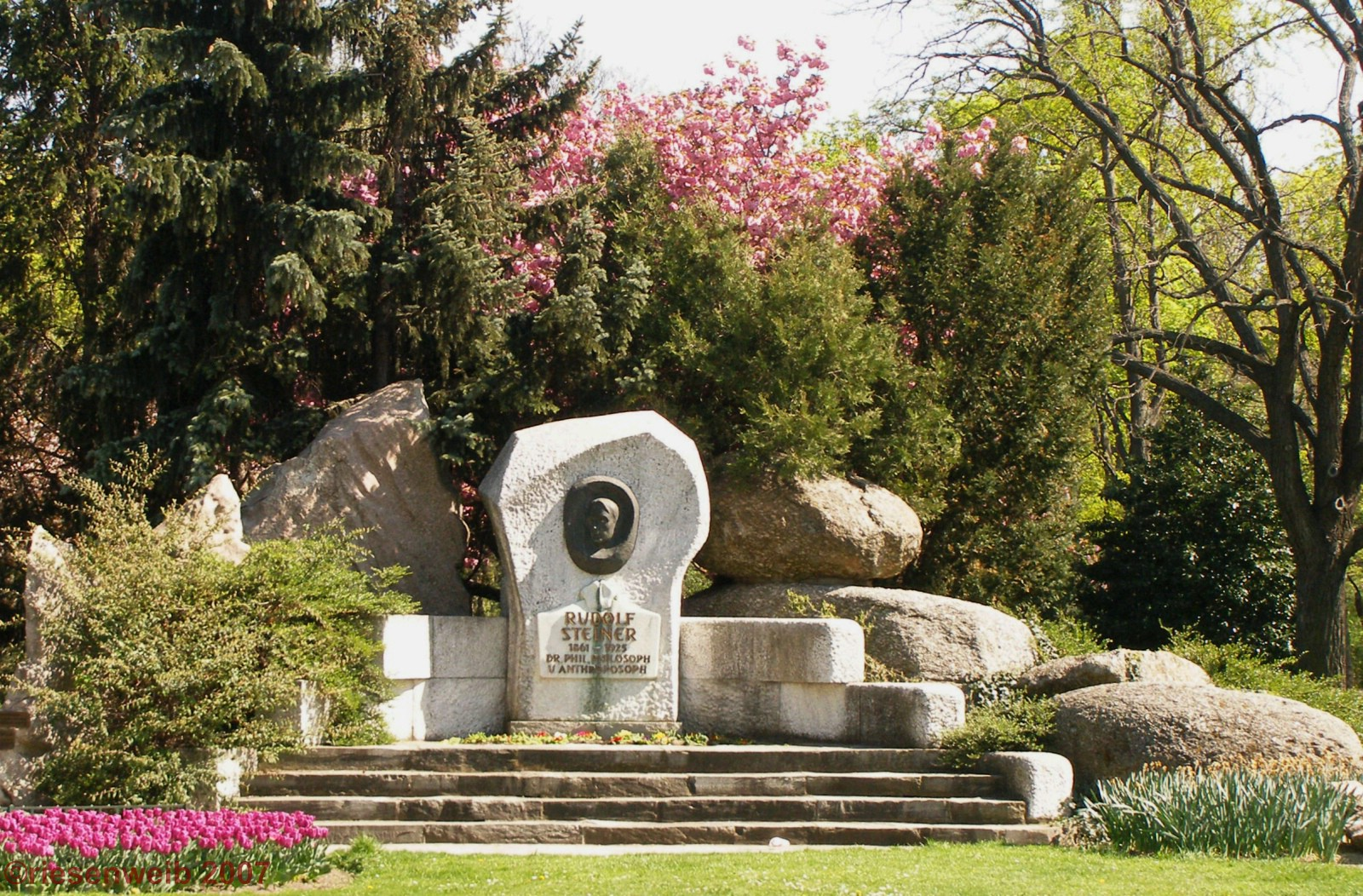
Rudolf-Steiner-Denkmal
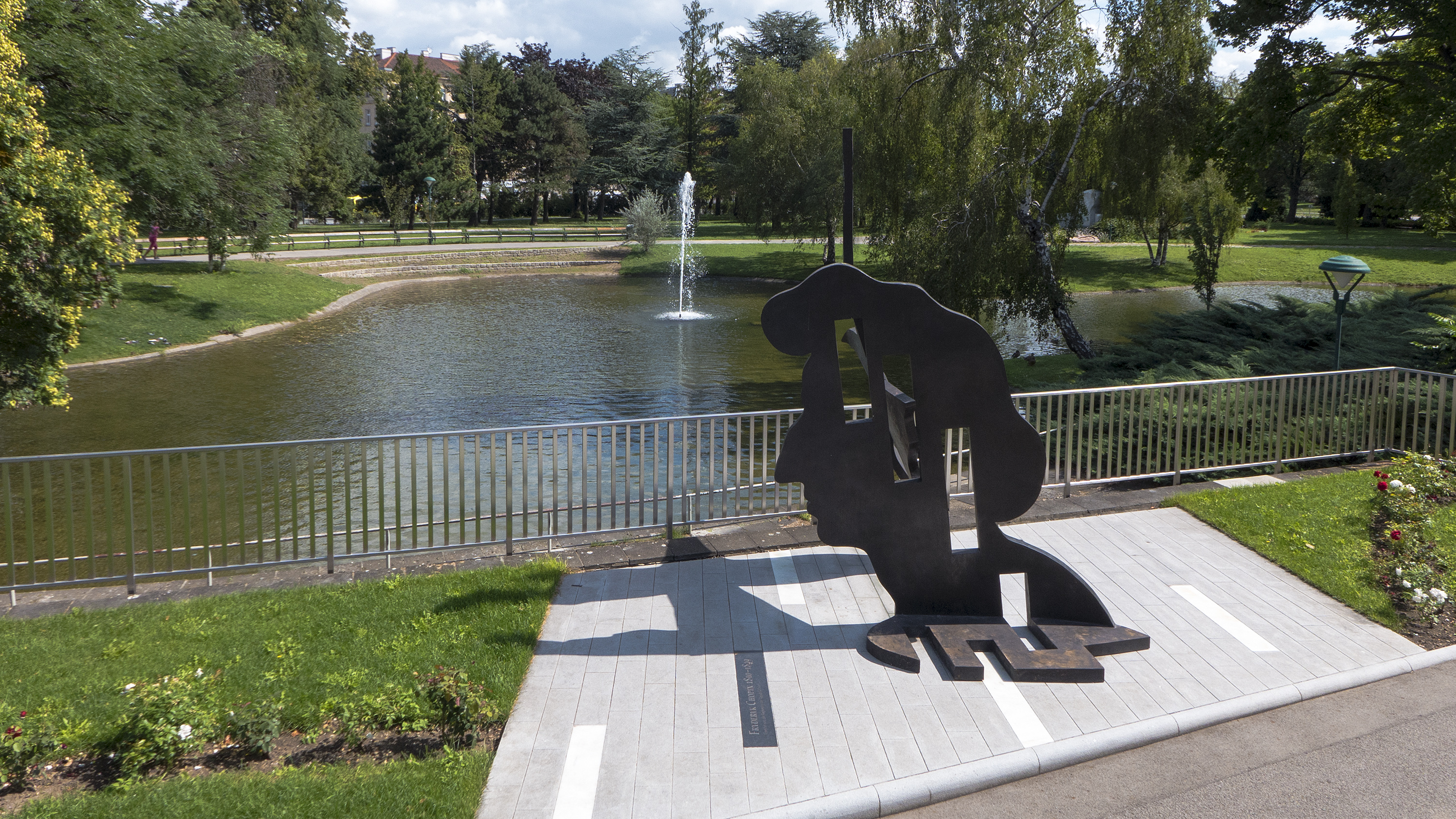
Chopin-Denkmal „La Note Bleue“
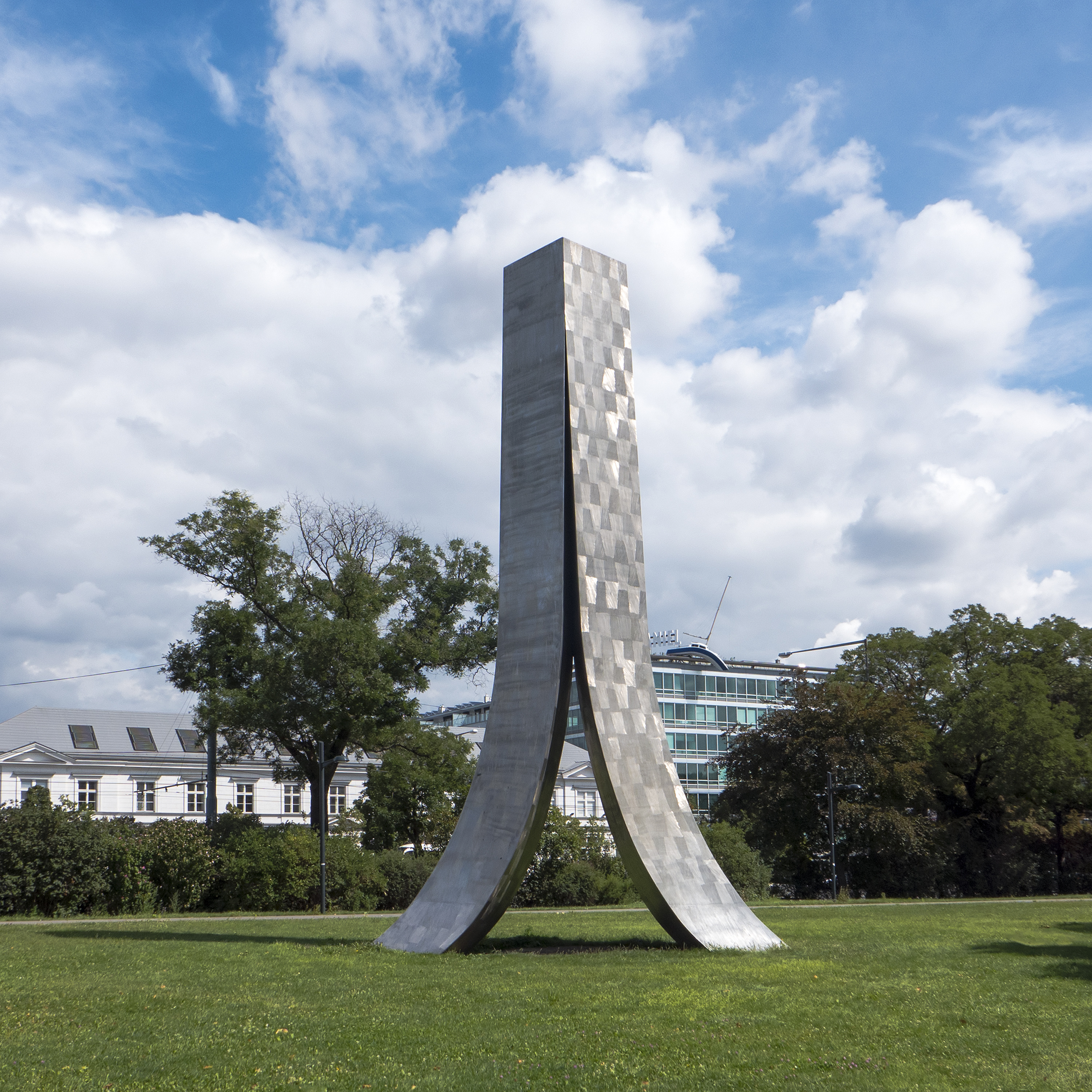
Staatsgründungs-Denkmal